# Pattinaggio di velocità in linea ai Giochi mondiali 2022 - 1000 metri sprint femminile
La gara dei 1000 metri sprint femminile di pattinaggio di velocità in linea ai Giochi mondiali 2022 si è svolta il 9 luglio 2025 a Birmingham.

## Risultati
| Rank | Atleta                                 | Round             | Tempo    | Note    |
| ---- | -------------------------------------- | ----------------- | -------- | ------- |
| 1    | Johana Viveros Mondragon               | Finale            | 1:35.824 |         |
| 2    | Angy Anabela Quintero Valera           | Finale            | 1:36.045 | +0.221  |
| 3    | Gabriela Vargas Sarmiento              | Finale            | 1:36.839 | +1.015  |
| 4    | Yung-Chi Yang                          | Finale            | 1:36.874 | +1.050  |
| 5    | Valentina Alejandra Letelier Cartagena | Finale            | 1:37.144 | +1.320  |
| 6    | Marine Claire Renee Lefeuvre           | Finale            | 1:37.564 | +1.740  |
| 7    | Angelica Marisol Diaz Garcia           | Finale            | 1:37.572 | +1.748  |
| –    | Alejandra Andrea Traslavina Lopez      | Finale            | DSQ      |         |
| 9    | Anna Laethisia Schimek                 | Semifinali        | 1:31.474 | +0.223  |
| 10   | Rocio Berber Alt                       | Semifinali        | 1:31.545 | +0.294  |
| 11   | Dominika Gardi                         | Semifinali        | 1:31.553 | +0.302  |
| 12   | Carolina Huerta Cardenas               | Semifinali        | 1:31.832 | +0.581  |
| 13   | Larissa Ursula Gaiser                  | Semifinali        | 1:31.929 | +0.678  |
| 14   | Luisa Sophie Woolaway                  | Semifinali        | 1:43.600 | +14.336 |
| 15   | Maria Jose Moya Sepulveda              | Semifinali        | 1:58.510 | +29.246 |
| –    | Aarathy Kasturi Raj                    | Semifinali        | DSQ      |         |
| 17   | Solymar del Valle Vivas James          | Preliminary Round | 1:32.973 | +2.125  |
| 18   | Nerea Langa Torres                     | Preliminary Round | 1:33.055 | +0.582  |
| 19   | Mathilde Pedronno                      | Preliminary Round | 1:33.079 | +2.311  |
| 20   | Vanessa Natalie Wong                   | Preliminary Round | 1:33.128 | +2.360  |
| 21   | Kelsey Renee Rodgers                   | Preliminary Round | 1:33.542 | +1.069  |
| 22   | Micaela Siri                           | Preliminary Round | 1:33.631 | +1.158  |
| 23   | Jazzmyn Elaina Foster                  | Preliminary Round | 1:33.813 | +2.965  |
| 24   | Varsha Sriramakrishna Puranik          | Preliminary Round | 1:34.059 | +1.586  |
| 25   | Karinne Tsz Ching Tam                  | Preliminary Round | 1:37.420 | +6.652  |
| –    | Adriana Cantillo Tundidor              | Preliminary Round | DNF      |         |